# Хоссам Ашур
Хоссам Мохамед Ашур Рахман Наср (араб. حسام عاشور‎; 9 марта 1986, Каир, Египет) — египетский футболист, опорный полузащитник. Рекордсмен клуба Аль-Ахли (Каир). Игрок, сыгравший за клуб более 450 матчей.

## Клубная карьера
Ашур — воспитанник клуба «Аль-Ахли» из своего родного города. В 2004 году он дебютировал в чемпионате Египта. В своём дебютном сезоне Хоссам стал чемпионом страны. За 14 сезонов в составе «Аль-Ахли» он 11 раз выиграл чемпионат и на данный момент является одним из самых титулованных игроков, среди египетских действующих футболистов.

## Международная карьера
В 2008 году в Ашур дебютировал за сборную Египта.

## Достижения
Командные
 «Аль-Ахли» (Каир)
- Чемпион Египта по футболу (11) — 2004/2005, 2005/2006, 2006/2007, 2007/2008, 2008/2009, 2009/2010, 2010/2011, 2013/2014, 2015/2016, 2016/2017, 2017/2018
- Обладатель Кубка Египта (3) — 2005/2006, 2006/2007, 2016/2017
- Победитель Лиги чемпионов КАФ (5) — 2005, 2006, 2008, 2012, 2013
- Обладатель Кубка конфедераций КАФ — 2014
- Обладатель Суперкубка КАФ (5) — 2006, 2007, 2009, 2013, 2014